# Старосел
Старосе́л (болг. Старосел) — село в Пловдивській області Болгарії. Входить до складу общини Хисаря.

## Населення
За даними перепису населення 2011 року у селі проживали 1210 осіб.
Національний склад населення села:
| Національність   | Кількість осіб | Відсоток |
| ---------------- | -------------- | -------- |
| болгари          | 1125           | 98,3%    |
| цигани           | 13             | 1,1%     |
| турки            | 5              | 0,4%     |
| Всього відповіли | 1145           |          |

Розподіл населення за віком у 2011 році:
Динаміка населення: